# ابویزید مانتسیگوف
ابویزید مانتسیگوف (به روسی: Абуязид Русланович Манцигов) (زادهٔ ۲۸ ژوئیهٔ ۱۹۹۳) یک کشتی‌گیر اهل روسیه در دستهٔ سبک‌وزن کشتی فرنگی است. مانتسیگوف در سال ۲۰۱۹، قهرمان مسابقات قهرمانی کشتی جهان و قهرمانی کشتی اروپا شده است.

## مسابقات قهرمانی کشتی جهان ۲۰۱۹
مانتسیگوف در وزن ۷۲ کیلوگرم کشتی فرنگی مسابقات قهرمانی کشتی جهان ۲۰۱۹ نورسلطان حاضر بود که لی جی-یئون از کره جنوبی، مالخاس آمویان از ارمنستان و بالینت کورپاسی از مجارستان را شکست داد و به فینال رسید. وی در فینال آرام واردانیان از ازبکستان را شکست داد و مدال طلا وزن ۷۲ کیلوگرم را بدست آورد.